# سياه بوش (نير)
سياه‌ بوش هي قرية في مقاطعة نير، إيران. عدد سكان هذه القرية هو 96 في سنة 2006.